# پولک‌پوست‌ریختان
پولک‌پوست‌ریختان (به لاتین: Pholidotamorpha) ("شکل‌های پانگولین‌مانند") دسته‌ای از پستانداران جفت‌دار از میرراستهٔ نارام‌زیان است که شامل راستهٔ پولک‌پوستان (پانگولین‌ها) و راستهٔ منقرض‌شده دیرین‌بی‌دندانان است.